# Linia kolejowa nr 233
Linia kolejowa nr 233 – zlikwidowana, rozebrana linia kolejowa łącząca Pszczółki z Kościerzyną przez Skarszewy. Położona w województwie pomorskim.
Linia kolejowa łącząca Pszczółki z Kościerzyną powstała w ramach budowy Królewskiej Kolei Wschodniej. Pierwsza część łącząca Pszczółki z Sobowidzem została otwarta 1 października 1884. 1 sierpnia 1885 przedłużono linię do Skarszew i otwarto dla rozkładowego ruchu pasażerskiego, a 1 listopada tego samego roku ukończono całość linii do Kościerzyny. W 1900 roku oddano do użytku linie do Lipusza i Kartuz, a w 1901 roku do Bytowa, co spowodowało, że linia ta nabrała większego znaczenia. W 1905 roku oddano do użytku linię łączącą Skarszewy ze Starogardem, co znacznie skróciło podróż z Kościerzyny, Bytowa i Kartuz do Starogardu i Skórcza.
W 1991 roku zamknięto ruch na linii Starogard – Skarszewy, co spowodowało likwidację połączenia Kościerzyna-Starogard. 1 stycznia 1994 zawieszono ruch pasażerski i towarowy na odcinku Skarszewy – Kościerzyna, pozostawiając pociągi pasażerskie relacji Tczew – Skarszewy i pociągi towarowe do Skarszew. Pociągi osobowe były obsługiwane przez lokomotywę spalinową i dwa wagony. Pod koniec sierpnia 1999 roku PKP zapowiedziały zawieszenie nierentownego ruchu pasażerskiego, motywując to złym stanem torowiska i niską frekwencją. Mimo protestów mieszkańców i władz lokalnych PKP podjęły decyzję o zawieszeniu ruchu. 1 kwietnia 2000 roku odbył się ostatni kurs pociągu Tczew – Skarszewy.
1 stycznia 2002 na całej długości linii 233 zawieszono ruch towarowy. Jeszcze w 2002 dość intensywnie próbowano przekonać PKP do wznowienia połączeń pasażerskich do Skarszew, ale ostatecznie skończyło się to na niczym. Tory z biegiem czasu ulegały korozji i zarastały lub były rozkradane przez złodziei. Linia kolejowa była na wielu odcinkach nieprzejezdna. Jakiekolwiek szanse na reaktywację połączenia pogrzebała budowa autostrady A1, przecinającej linię nieopodal Żelisławek. W miejscu tym nie tylko nie wybudowano wiaduktu, ale również dokonano demontażu torów na tym krótkim odcinku. W 2008 roku torowiska zostały przez PKP nieodpłatnie przekazane samorządom gminnym, a te zdecydowały się na rozbiórkę torów. W 2008 roku rozebrano fragment między Kościerzyną a Skarszewami, natomiast w 2009 zdemontowano tory między Skarszewami i Pszczółkami. Na starotorzu miała powstać droga rowerowa, ale zapowiadające jej powstanie samorządy zrealizowały ją początkowo tylko na odcinku od drogi krajowej nr 91 do Żelisławek. Jej przedłużenie do Sobowidza (koszt realizacji: 950 tys. zł) otwarto dopiero 16 sierpnia 2019.